# Khinak
Ban Khinak ist eine Siedlung am östlichen Mekongufer im Süden von Laos. Administrativ gehört sie zum Distrikt Khong der Provinz Champasak. Der Ort liegt in der Mitte des Gebiets Si Phan Don (viertausend Inseln) und ist nach dem etwa 10 km nördlich liegenden Muang Khong die zweitgrößte Siedlung der Region. 
Die benachbarten Orte sind Hat Xai Khun im Norden und Nakasong sowie Set Tai im Süden. Khinak gegenüber befindet sich im Fluss die Insel Don Som. Früher verlief die Nationalstraße 13 direkt durch den Ort, inzwischen umgeht sie ihn einige hundert Meter weiter östlich. 
Khinak erlangte in der Vergangenheit als letzter nutzbarer Hafen nördlich der Mekongfälle einige Bedeutung; zwischen Pakse und Khinak verkehrten regelmäßig Boote. Das laotisch-kambodschanische Grenzgebiet südlich des Ortes galt lange Zeit als unerforscht und unsicher.
Die meisten Einwohner Khinaks sind als Fischer tätig. Im Ort gibt es einige wenige touristische Unterkünfte. 